# 巴爾托洛崗日峰

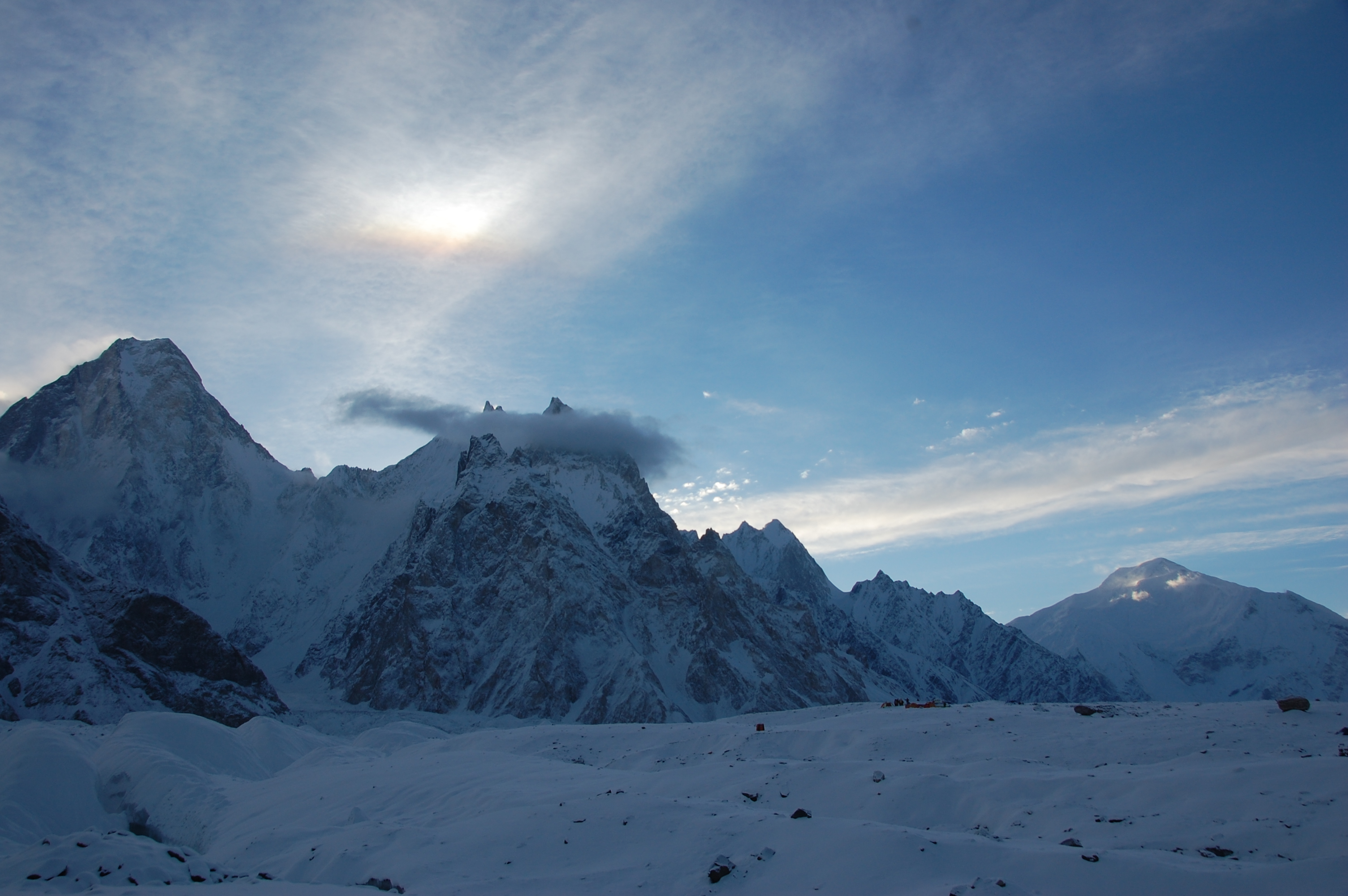

巴爾托洛崗日峰是巴基斯坦的山峰，屬於喀喇崑崙山脈的一部分，距離海拔高度7,665公里的喬戈里薩峰約8.47公里，海拔高度7,312米是全球第82高山峰。